# František Tulec
František Tulec (* 25. ledna 1953, Brno) je bývalý český hokejový obránce.

## Hokejová kariéra
V československé lize hrál za TJ ZKL/Zetor Brno. Odehrál 5 ligových sezón, nastoupil ve 193 ligových utkáních, dal 14 ligových gólů a měl 14 asistencí. V nižších soutěžích hrál za TJ DS Olomouc, TJ Ingstav Brno, Duklu Jihlava „B“ a TJ Meochema Přerov. Reprezentoval Československo na mistrovství Evropy juniorů do 19 let v roce 1972, kde tým skončil na 3. místě.

## Klubové statistiky
| Sezona    | Klub               | Soutěž  | Základní část | Základní část | Základní část | Základní část | Základní část |
| Sezona    | Klub               | Soutěž  | Z             | G             | A             | B             | TM            |
| --------- | ------------------ | ------- | ------------- | ------------- | ------------- | ------------- | ------------- |
| 1970/1971 | TJ Ingstav Brno    | 2. liga | -             | -             | -             | -             | -             |
| 1971/1972 | TJ Ingstav Brno    | 2. liga | 37            | 3             | 0             | 3             | -             |
| 1972/1973 | Dukla Jihlava „B“  | 2. liga | -             | 2             | -             | -             | -             |
| 1973/1974 | Dukla Jihlava „B“  | 2. liga | -             | 2             | -             | -             | -             |
| 1974/1975 | TJ ZKL Brno        | 1. liga | 34            | 0             | 5             | 5             | -             |
| 1975/1976 | TJ ZKL Brno        | 1. liga | 31            | 2             | 1             | 3             | -             |
| 1976/1977 | TJ Zetor Brno      | 1. liga | 42            | 4             | 3             | 7             | -             |
| 1977/1978 | TJ Zetor Brno      | 1. liga | 44            | 3             | 3             | 6             | 28            |
| 1978/1979 | TJ Zetor Brno      | 1. liga | 42            | 5             | 2             | 7             | 55            |
| 1979/1980 | TJ DS Olomouc      | 2. liga | 32            | 5             | 2             | 7             | -             |
| 1980/1981 | TJ DS Olomouc      | 2. liga | 34            | 9             | 8             | 17            | -             |
| 1981/1982 | TJ DS Olomouc      | 2. liga | 35            | 6             | 4             | 10            | -             |
| 1982/1983 | TJ DS Olomouc      | 2. liga | 35            | 4             | 3             | 7             | -             |
| 1983/1984 | TJ DS Olomouc      | 2. liga | 41            | 4             | 6             | 10            | -             |
| 1984/1985 | TJ DS Olomouc      | 2. liga | 17            | 0             | 0             | 0             | -             |
| 1985/1986 | TJ Meochema Přerov | 3. liga | -             | 4             | -             | -             | -             |